# NGC 4080
NGC 4080 est une petite galaxie spirale barrée relativement rapprochée et magellanique. Elle est située dans la constellation de la Chevelure de Bérénice. NGC 4080 a été découverte par l'astronome germano-britannique William Herschel en 1785.

## Caractéristiques
La classe de luminosité de NGC 4080 est V-VI et elle présente une large raie HI.

### Distance
Sa vitesse par rapport au fond diffus cosmologique est de 866 ± 21 km/s, ce qui correspond à une distance de Hubble de 12,77 ± 0,95 Mpc (∼41,7 millions d'al).
À ce jour, trois mesures non basées sur le décalage vers le rouge (redshift) donnent une distance de 15,500 ± 0,700 Mpc (∼50,6 millions d'al), ce qui est à l'extérieur des valeurs de la distance de Hubble. Puisque cette galaxie est relativement rapprochée du Groupe local, cette distance est peut-être plus près de sa distance réelle que la distance de Hubble. Notons que c'est avec la valeur moyenne des mesures indépendantes, lorsqu'elles existent, que la base de données NASA/IPAC calcule le diamètre d'une galaxie.